# Come On Die Young
Come On Die Young – drugi album studyjny szkockiego zespołu Mogwai, wydany w 1999 roku.

## Album

### Historia i wydania
Nagrywanie albumu rozpoczęło się 13 listopada 1998 roku w Tarbox Road Studio w Cassadaga, w stanie Nowy Jork pod kierunkiem Dave’a Fridmana. Podczas rejestracji materiału muzycznego zadebiutował nowy członek zespołu, Barry Burns.
Album został wydany 29 marca 1999 roku w Wielkiej Brytanii i 6 kwietnia Stanach Zjednoczonych jako CD i podwójny LP.
W 2014 roku, z okazji 15. rocznicy wydania Come On Die Young wytwórnia Chemikal Underground wznowiła album jako czteropłytowy box set z ponad godzinnym materiałem bonusowym, który zawierał między innymi niepublikowane wcześniej wersje utworów takich jak „Waltz For Aidan” i „Christmas Steps”, kilka niewydanych utworów jak: „Satchel Panzer” i „Spoon Test” oraz rarytasów, wśród których znalazły się „Nick Drake” i „Hugh Dallas”.

### Muzyka
Prasa przedpremierowa sugerowała, że na płycie pojawią się najróżniejsze style taneczne i wokalne. Utwór „Punk Rock”, otwierający album, rozwiał jednak wszelkie takie dywagacje nadając klimat całej kolekcji. Wykorzystano w nim fragment wywiadu z Iggy Popem z 11 marca 1977 roku, wyemitowanego przez CBC w Kanadzie. W dalszej części dominuje brzmienie przestrzennie nagranych gitar, łączonych z frazami granymi na fortepianie. Czasem pojawiają się puzon, skrzypce i cymbały. całość albumu jest stonowana, ożywiają ja tylko czasem takie kompozycje jak „Ex-Cowboy”, czy „...Antichrist”). Jednostajny rytm utworów i snujące się kompozycje wywołują skojarzenia z twórczością takich zespołów jak Labradford czy Tortoise, ale zauważalny jest też hipnotyczno-eteryczny klimat albumu Deserter's Songs, grupy Mercury Rev, który również wyprodukował Dave Fridmann. Widać również wpływ zespołu Black Sabbath, której utwór „Sweet Leaf” Mogwai przerobił. Album kończy się dyptykiem „Punk Rock/Puff Daddy/Antichrist”, który ponownie nawiązuje do motywów muzycznych z początku albumu, z dodatkowym instrumentarium, takim jak puzon.
W wywiadzie udzielonym Louisowi Pattisonowi z magazynu Uncut Stuart Braithwaite stwierdził, iż zespół świadomie postanowił pójść pod prąd tego, czego od niego, jako głośno grającego zespołu, wtedy oczekiwano:

Myślę, że chcieliśmy pokazać, że w naszej muzyce jest coś więcej niż radykalne zmiany dynamiki, i zdecydowanie mieliśmy to na uwadze.
Liczne bardzo minimalistyczne płyty, takie jak Seventeen Seconds The Cure i Spiderland Slinta również miały na nas wpływ w tamtym czasie.

### Tytuł i okładka
Tytuł albumu pochodzi od nazwy pewnego gangu z Glasgow, który znał nowy członek zespołu, Barry Burns. Poza tytułem okładkę wypełniła niezwykła, przerysowana twarz (Dominica Aitchisona), z komiksowymi, błyszczącymi zębami i ustami oraz płaskimi, fioletowymi oczami.

### Lista utworów
| 1. | Punk Rock                      | 2:08  |
|    |                                |       |
| 2. | Cody                           | 6:33  |
|    |                                |       |
| 3. | Helps Both Ways                | 4:53  |
|    |                                |       |
| 4. | Year 2000 Non-compliant Cardia | 3:25  |
|    |                                |       |
|    |                                | 16:59 |
|    |                                |       |

| 1. | Kappa                                            | 4:52  |
|    |                                                  |       |
| 2. | Waltz For Aidan                                  | 3:44  |
|    |                                                  |       |
| 3. | May Nothing But Happiness Come Through Your Door | 8:29  |
|    |                                                  |       |
|    |                                                  | 17:05 |
|    |                                                  |       |

| 1. | Oh! How The Dogs Stack Up | 2:03  |
|    |                           |       |
| 2. | Ex-Cowboy                 | 9:09  |
|    |                           |       |
| 3. | Chocky                    | 9:23  |
|    |                           |       |
|    |                           | 20:35 |
|    |                           |       |

| 1. | Christmas Steps                 | 10:39 |
|    |                                 |       |
| 2. | Punk Rock/Puff Daddy/Antichrist | 2:14  |
|    |                                 |       |
|    |                                 | 12:53 |
|    |                                 |       |

| 1.  | Punk Rock                                        | 2:08    |
|     |                                                  |         |
| 2.  | Cody                                             | 6:33    |
|     |                                                  |         |
| 3.  | Helps Both Ways                                  | 4:53    |
|     |                                                  |         |
| 4.  | Year 2000 Non-Compliant Cardia                   | 3:25    |
|     |                                                  |         |
| 5.  | Kappa                                            | 4:52    |
|     |                                                  |         |
| 6.  | Waltz for Aidan                                  | 3:44    |
|     |                                                  |         |
| 7.  | May Nothing But Happiness Come Through Your Door | 8:29    |
|     |                                                  |         |
| 8.  | Oh! How the Dogs Stack Up                        | 2:03    |
|     |                                                  |         |
| 9.  | Ex-Cowboy                                        | 9:09    |
|     |                                                  |         |
| 10. | Chocky                                           | 9:23    |
|     |                                                  |         |
| 11. | Christmas Steps                                  | 10:39   |
|     |                                                  |         |
| 12. | Punk Rock/Puff Daddy/ANʇICHRISʇ                  | 2:14    |
|     |                                                  |         |
|     |                                                  | 1:07:32 |
|     |                                                  |         |

Wszystkie utwory zostały napisane przez Mogwai.

### Muzycy
| - Stuart Braithwaite – gitara, śpiew w "Cody" - Dominic Aitchison – gitara basowa - Martin Bulloch – perkusja - John Cummings – gitara - Barry Burns – fortepian, instrumenty klawiszowe, gitara, flet | - Richard Formby – gitara hawajska w "Cody" - Luke Sutherland – skrzypce - Wayne Myers – puzon w "Punk Rock/Puff Daddy/Antichrist" - Dave Fridmann – różne instrumenty - Dave Fridmann – producent muzyczny |

## Odbiór

### Opinie krytyków
| Oceny łączne      | Oceny łączne     |
| Publikacja        | Ocena            |
| ----------------- | ---------------- |
| Album of the Year | 74/100           |
| Recenzje          |                  |
| Publikacja        | Ocena            |
| AllMusic          | [ 14 ]           |
| Robert Christgau  | C                |
| Drowned in Sound  | 10/10            |
| The Independent   | HHHH (very good) |
| NME               | 8/10             |
| Pitchfork         | 6.1/10           |
| PopMatters        | 7/10             |
| RYM               | 3.61/5           |
| Rolling Stone     | [ 22 ]           |
| Spin              | 7/10             |
| Sputnikmusic      | 3.5/5            |

Album otrzymał średnią ocenę 74 na 100 na podstawie 9 recenzji krytycznych w podsumowaniu Album of the Year.
Zdaniem Stephena Thomasa Erlewine’a z AllMusic Mogwai na swoim drugim albumie „spowszedniał, produkując letargiczne trałowanie przez terytorium post-Slint i Sonic Youth. Podczas gdy na wcześniejszych płytach ich noise’owe improwizacje w swobodnych formach były absolutnie porywające, to na Come on Die Young wzloty i upadki są aż nazbyt znajome, głównie dlatego, że w każdej piosence powtarzają ten sam schemat. A każde nagranie zlewa się z następnym, tworząc wrażenie jednego, niekończącego się utworu, który balansuje pomiędzy celowo sennym pełzaniem, a przypadkowymi wybuchami hałasu” – podsumowuje recenzent.
W opinii Sarah Zupko z magazynu PopMatters Mogwai „okrzyknięty w Wielkiej Brytanii najjaśniejszą nadzieją post rocka, jest przede wszystkim grupą instrumentalną, preferującą łagodną dynamikę i nietypowe struktury piosenek”. Jest zarazem grupą trudną do sklasyfikowania, z wpływami Pink Floyd lub Radiohead. Muzyka Mogwai jest – według niej – „miejscami niemal klasyczna”, ale „unikająca jakichkolwiek odcieni prog-rockowej pompatyczności. (...) Poszczególne utwory są mocne, ale całemu albumowi przydałoby się trochę więcej rozwoju. Niemniej jednak ambicja zespołu jest godna podziwu i wyznacza on sobie obiecujący muzyczny teren na przyszłość”.
Według Brenta DiCrescenzo z magazynu Pitchfork „w przeciwieństwie do ostatniego albumu Mogwai, który nieustannie przechodził od głośnego 'loud' do cichego 'quiet', na Come On Die Young buduje napięcie przez osiem i pół utworu, zanim wybuchnie w czystym zgiełku [utworów] 'Ex-Cowboy', 'Chocky' i 'Christmas Steps', ten ostatni jest jedynym wytchnieniem od powstrzymania się od solówek. Ale to utwór tytułowy, z jedynym wokalem na płycie, wyśpiewanym w delikatnych westchnieniach”.
Wysoko ocenił album Tim Whitehouse z magazynu Drowned in Sound dając mu maksymalną notę (10). W jego opinii kulminacyjnym utworem albumu jest 'Ex-Cowboy', który „zaczyna się powoli i spokojnie, tylko z lekko złowieszczym matowym podtekstem, ale od tego momentu narasta i narasta, warstwa po warstwie aż do niesamowicie intensywnego rozrostu [brzmienia] gitar i perkusji. A potem zamiera. Po czym następuje krótki okres rozluźnienia, tylko po to, by znów się to powtórzyło”. Jednocześnie stwierdził, iż „błędem byłoby odrzucenie reszty albumu na podstawie tego, że nie jest on wystarczająco hałaśliwy. Każdy utwór pokazuje perfekcyjnie wykalkulowane piękno i melancholię. Na Come On Die Young [zespół] przełamuje nawet bariery post-rocka włączając do swojej twórczości antyczną sztukę śpiewu” – podsumowuje recenzent.
W ocenie Joshuy Kleina z The A.V. Club „Come On Die Young, drugi pełny album zespołu, to niewiele więcej niż sztampowa eksploracja nastrojowych space-rockowych klimatów. Dynamiczne, choć nie rażące, przyjemne, choć nieszczególnie ładne, te rzeczy są tak powszechne w Ameryce, że Mogwai równie dobrze mogliby być Amerykanami”.

### Listy tygodniowe
| Kraj            | Lista                 | Pozycja |
| --------------- | --------------------- | ------- |
| Szkocja         | Scottish Albums Chart | 24      |
| Wielka Brytania | UK Albums Chart       | 29      |
| Wielka Brytania | UK Independent Albums | 6       |